# Bathygobius hongkongensis
Bathygobius hongkongensis är en fiskart som beskrevs av Lam, 1986. Bathygobius hongkongensis ingår i släktet Bathygobius och familjen smörbultsfiskar. Inga underarter finns listade.